# Siriano (filosofo)
Siriano (in greco antico: Συριανός?, Syrianós; ... – 437) è stato un filosofo greco antico appartenente alla corrente filosofica neoplatonica.

## Biografia
Vissuto nel V secolo d.C., fu discepolo di Plutarco di Atene, scolarca fondatore del neoplatonismo della Scuola d'Atene, erede materiale e filosofica della Accademia platonica, al quale successe nello scolarcato nel 431/2. Proclo, uno dei più importanti filosofi della scuola, fu suo discepolo. Inoltre, era parente e amico del grammatico Ammoniano e della filosofa Edesia.
La sua opera risentì l'influenza della teosofia orientale.
Della sua vasta opera filosofica è pervenuta una raccolta di commenti alla Metafisica di Aristotele e ad Ermogene.